# Монтенуово, Альбертина ди
Альбертина Мария фон Монтенуово (нем. Albertine Maria von Montenuovo; 1 мая 1817, Луго — 26 декабря 1867, Фонтанеллато) — австрийская аристократка, узаконенная дочь принцессы Марии-Луизы Австрийской от её фаворита и морганатического супруга фельдмаршала-лейтенанта Адама Альберта фон Нейпперга. Единоутробная сестра императора Наполеона II.

## Биография
Альбертина Мария была старшей из четверых детей австрийской принцессы Марии-Луизы Австрийской от её фаворита Адама Альберта фон Нейпперга. На момент рождения она считалась незаконнорожденной, поскольку её мать состояла в браке с бывшим французским императором Наполеоном I, который находился в ссылке на острове Святой Елены.
После смерти Наполеона I её родители вступили в официальный брак, после чего её дед, император Франц II официально узаконил своих внуков, присвоив им фамилию фон Монтенуово.
26 октября 1833 года Альбертина Мария в возрасте 16 лет вышла замуж за 34-летнего итальянского дворянина Луиджи Санвитале (1799—1876). В браке родилось четверо детей:
- Альберто Санвитале (1834—1907), граф ди Фонтанеллато;
- Мария Санвитале (род. и ум. 1836);
- Стефано Санвитале (1838—1914), граф ди Фонтанеллато;
- Луиза Санвитале (род. и ум. 1840).

Скончалась 26 декабря 1867 года в возрасте 50 лет; предполагается, что она была похоронена в Парме.